# 新田哲史
新田 哲史（にった てつじ、1975年7月6日）は日本のウェブ編集者、実業家。読売新聞記者、PR会社勤務、言論サイト『アゴラ』編集長を歴任し、現在は株式会社ソーシャルラボ代表取締役、ニュースサイト『SAKISIRU』（サキシル）編集長を務める。

## 来歴・人物
1975年に生まれて早稲田大学法学部を卒業し、2000年に読売新聞東京本社へ入社し地方支局、社会部、運動部で10年余り記者を務め、のちにPR会社へ入社する。2013年に独立して企業や政治家の広報やブランディング支援に従事する。
2014年東京都知事選挙で起業家の家入一真を擁立し、政策をTwitterで公募して選挙資金をクラウドファンディングで募るなどインターネットを駆使し、家入の選挙活動を広報担当として支援した。
アゴラ研究所所長の池田信夫に請われて2015年10月から、池田主宰の言論サイト『アゴラ』の編集長を務めた。2016年9月に行われた民進党の代表選挙に立候補した蓮舫の二重国籍問題を、八幡和郎と池田がいち早く追及した際に編集長として支援した。就任1年で月間ページビュー数を300万から1000万に押し上げたとしている。2020年12月にアゴラ編集長を退任した。
2021年4月に、ニュースサイト「SAKISIRU」を創刊した。

## 論評

### 大手ネットメディアの「左傾化」批判
蓮舫の二重国籍問題について、BuzzFeed Japanやハフポスト日本版が蓮舫に擁護的な報道をしたことや、ニュースプラットフォームのヤフーニュースが蓮舫を独占インタビューしたオリジナル記事を作成して、二重国籍を認める前の段階ながら「私が日本人であるということは法的にも気持ち的にも解決している話」など一方的な主張を掲載したこと、などを問題視した。インタビュアーを朝日新聞出身の野嶋剛が務めたことやBuzzFeed Japanに朝日出身者が多いことなどを挙げ、「資本力のある大手のネットメディアでリベラル的な“偏向”が目立つ」「大手にリベラル系の存在感ばかりが目立ってくると、論調のバランスが崩れないか、危惧もある」と評した。

### 高野連批判
2007年の高校野球部員特待生問題で、高野連に批判が起こると、読売新聞は夏の大会直前に「高野連ってなに？」と題した連載を開始した。連載執筆者の新田は、「特待生制度は、選手強化、野球のレベルアップに何もしない高野連に代わり、私立校が財政負担をしている一面もある」と論評すると、高野連は「何もしない」の記述について「まったく事実に反する報道」と抗議して読売に記事の訂正と謝罪を求めたが、読売は拒否した。
読売を退社後も、炎天下の大会運営や投手の登板過多は「虐待」で、高知商業の野球部員が同校ダンス同好会の有料イベントに出演したことで野球部長の処分を高野連が一時検討したことは「狂信的なアマチュア原理主義」、とそれぞれ批判した。

## 交友関係
- コラムニストの勝谷誠彦のファンで、有料配信メール『勝谷誠彦の××な日々。』を2007年の創刊初期から購読した。記者時代の取材を機に面識を得て[17]、勝谷が2018年8月に劇症肝炎で入院すると、官能小説家の花房観音らと『勝谷誠彦の××な日々。』の代筆に携わる。退院後に動画番組「勝谷誠彦の『血気酒会』」へ復帰するとゲスト出演した[18]。勝谷は2018年11月28日に死去し、勝谷の最後の映像作品で対談相手となった、と新田は述べている[19]。
- 乙武洋匡は2014年東京都知事選挙の後に知り合い、 ゲストに招いてアゴラの動画番組で対談した[20]。新田の初著作『ネットで人生棒に振りかけた!』に、乙武と堀江貴文が帯の推薦文を寄稿した[21]。
- 早稲田大学在学中は放送研究会で活動し、1学年後輩に元衆議院議員の金子恵美[22]、2学年後輩にLINE取締役CSMOの舛田淳[23]、がいたと回顧している。
- 参政党の結党初期から創設メンバーで党幹部（当時）の渡瀬裕哉の誘いに応じ勉強会の講師を務め、他のメディア関係者よりも付き合いが長く、参政党について記事を執筆している[24]。

## 著書
- 『朝日新聞がなくなる日 - “反権力ごっこ"とフェイクニュース』 ワニブックス 宇佐美典也との共著、2017年8月。ISBN 4847096118
- 『蓮舫VS小池百合子、どうしてこんなに差がついた? - 初の女性首相候補、ネット世論で分かれた明暗』 ワニブックス、2016年12月。ISBN 4847065808
- 『ネットで人生棒に振りかけた!: 先の読めない時代の情報版「引き寄せの法則」』 アスペクト、2015年11月。ISBN 4757224389

## 出演
テレビ
- りえ＆たいちのカイシャを伝えるテレビ（2018年6月3日 -  千葉テレビ） - コメンテイター（不定期出演）[25]
- サンデーCROSS（2017年10月29日、12月24日 TOKYO MX）[26]
- イブアイしずおか（2017年10月2日 -  静岡放送）- コメンテイター[27]
- ビジネスフラッシュ 2nd Stage（2017年7月22日 千葉テレビ）[28]
- モーニングCROSS（2016年5月10日 - 2018年5月9日 TOKYO MX） - 平日7:00 - 8:30、コメンテイター
- みんなのニュース（2015年8月4日 フジテレビ）- ふかぼりコーナー（ロッテグループお家騒動の解説ゲスト出演）[29]

ラジオ
- 中西哲生のクロノス（2017年10月17日 TOKYO FM）[30]
- TIME LINE（2016年4月25日 TOKYO FM）災害時におけるシェアリングエコノミーの可能性[31]
- TIME LINE（2014年4月23日 TOKYO FM）SP企画：ヤンキーが日本の政治を支配することのおぞましさ[32]

インターネットテレビ
- 花田編集長の右向け右！（2017年12月22日、2019年3月29日、2021年4月2日 言論テレビ）[33][34][35]
- AbemaPrime（2017年10月20日、2018年8月20日、2019年2月25日、2021年2月25日 AbemaTV）[36][37][38][39]